# تشارلز بيدويل
تشارلز بيدويل (بالإنجليزية: Charles Bidwell)‏ هو عالم اجتماع أمريكي، ولد في 24 يناير 1932 في شيكاغو في الولايات المتحدة.